# Talara ditis
Talara ditis là một loài bướm đêm thuộc phân họ Arctiinae, họ Erebidae.